# Gudfadern del III
Gudfadern del III (engelska: The Godfather Part III) är en amerikansk drama-thriller som hade biopremiär i USA den 25 december 1990 i regi av Francis Ford Coppola med Al Pacino i huvudrollen. Detta är den tredje delen i trilogin om den fiktiva amerikansk-italienska maffiafamiljen Corleone, baserad som de tidigare på Mario Puzos bok Gudfadern, med manus av Puzo och Coppola. Denna del hade premiär 16 år efter de två föregående delarna och skapades därför separat från de tidigare delarna. I filmen medverkar även regissörens dotter, sedermera filmregissören Sofia Coppola. 
I december 2020 hade en av Francis Ford Coppola delvis omklippt version av filmen premiär med den nya titeln The Godfather Coda – The Death of Michael Corleone. Det är framför allt början och slutet som ändrats.

## Handling
Vi får följa den åldrande och trötte Don Michael Corleone (Al Pacino) och hur han försöker hålla samman den alltmer splittrade familjen i slutet av 1970-talet. Äktenskapet med Kay Adams är slut och relationen är spänd. Kontakten med barnen likaså. För familjens ledare är de nya tiderna inte desamma som de gamla.
En okänd brorson blir introducerad, nämligen Vincent "Vinnie" Mancini (Andy García), en oäkting till Santino "Sonny" Corleone (se Gudfadern). Brorsonen blir Michael Corleones hopp om familjens fortsatta maktinflytande och får namnet Vincenzo "Vincent" Corleone. Men en romantisk relation mellan Vincent och hans kusin, Mary (Sofia Coppola), Michaels dotter, komplicerar situationen ytterligare.
Michael upptäcker dessutom att hans överenskommelse med banken i den katolska kyrkan inte är vad den verkar.

## Om filmen
- Filmen nominerades till 7 Oscar.
- Filmens credo kretsar runt en föreställning av enaktsoperan Cavalleria Rusticana av Pietro Mascagni – en opera som i sig själv handlar om maktkamp och ond bråd död i ett maffiadominerat samhälle.
- Coppola och Puzo ville först att filmen skulle heta The Death of Michael Corleone, men fick inte det av studion.
- Filmen hade Sverigepremiär 15 mars 1991[3] på biograferna Rigoletto, Rival och Draken i Stockholm.

## Rollista (i urval)
- Al Pacino – Don Michael Corleone
- Diane Keaton – Katherine "Kay" Adams Michelson
- Talia Shire – Constanzia "Connie" Corleone
- Andy García – Vincent "Vinnie" Corleone
- Sofia Coppola – Mary Corleone
- Franc D'Ambrosio – Anthony "Tony" Corleone
- Eli Wallach – Don Osvaldo "Ozzie" Altobello
- Joe Mantegna – Joey Zasa
- George Hamilton – B.J. Harrison
- Bridget Fonda – Grace Hamilton
- Raf Vallone – Kardinal Lamberto
- Donal Donnelly – Ärkebiskop Gilday
- Richard Bright – Albert "Al" Neri
- Al Martino – Johnny Fontane
- Helmut Berger – Frederick Keinszig
- Don Novello – Dominic Abbandando
- John Savage – Fader Andrew Hagen
- Franco Citti – Calò, Tommasinos underhuggare
- Mario Donatone – Mosca från Montelepre
- Vittorio Duse – Don Tommasino i Corleone
- Enzo Robutti – Don Licio Lucchesi
- Michele Russo – Spara från Montelepre
- Robert Cicchini – Lou Pennino
- Rogerio Miranda – Armand, tvilling-livvakt
- Carlos Miranda – Francesco, tvilling-livvakt
- Vito Antuofermo – Anthony "The Ant" Squigliaro